# 화성매송초등학교
화성매송초등학교는 대한민국 경기도 화성시 매송면 원평리에 있는 공립 초등학교이다.

## 학교 연혁
| 1933년                  | 11월 1일                          | 매송공립보통학교로 개교                                 |                            |                    |
| 1938년                  | 4월 1일                           | 매송공립심상소학교로 개칭                               |                            |                    |
| 1941년                  | 4월 1일                           | 매송공립국민학교로 개칭                                 |                            |                    |
| 1942년                  | 4월 1일                           | 6년제 연한 개편                                         |                            |                    |
| 1982년                  | 3월 1일                           | 병설유치원 개원                                         |                            |                    |
| 1996년                  | 3월 1일                           | 화성매송초등학교로 개명                                 |                            |                    |
| 1997년                  | 5월 30일                          | 급식소 및 다목적실 증축                                 |                            |                    |
| 2000년                  | 11월 1일                          | 구강보건실 개소식                                       |                            |                    |
| 2001년                  | 8월 31일                          | 심야전력이용 교실 난방공사                              |                            |                    |
| 2001년                  | 10월 31일                         | 테니스장 개장                                           |                            |                    |
| 2003년                  | 2월 5일                           | 시청각실, 다목적교실 증축                               |                            |                    |
| 2003년                  | 3월 1일                           | 제21대 신대원 교장 취임                                 |                            |                    |
| 2003년                  | 10월 15일                         | 도서관 개관                                             |                            |                    |
| 2004년                  | 9월 1일                           | 교실 냉난방 공사                                        |                            |                    |
| 2004년                  | 11월 10일                         | 학교 숲 공원화 공사                                     |                            |                    |
| 2008년                  | -                                 | 2009년                                                  | 5월 28일                   | 다목적 체육관 완공 |
| 제23대 최영분 교장 부임 | 6월 20일                          | 2009년                                                  | 화성매송초 총동문회 재조직 |                    |
| 6월 25일                | 운동장 배수로 공사                | 2009년                                                  |                            |                    |
| 6월 30일                | 방송실 노후 장비 교체 및 리모델링 | 2009년                                                  |                            |                    |
| 7월 20일                | 화장실 리모델링 공사 완공         | 2009년                                                  |                            |                    |
| 8월 25일                | 구령대 공사                       | 2009년                                                  |                            |                    |
| 9월 14일                | 스탠드 개보수 공사                | 2009년                                                  |                            |                    |
| 12월 3일                | 교직원 편의시설(교사 휴게실 설치) | 2009년                                                  |                            |                    |
| 2010년                  | 9월 1일                           | 제24대 이상구 교장 부임                                 |                            |                    |
| 2013년                  | 2월 20일                          | 제77회 60명 졸업(총 5,623명)                            |                            |                    |
| 2013년                  | 3월 1일                           | 초등학교 15학급(특수 1학급 포함) 편성                   |                            |                    |
| 2013년                  | 3월 1일                           | 병설유치원 4학급(특수 1학급 포함) 편성                  |                            |                    |
| 2014년                  | 2월 14일                          | 제78회 55명 졸업(총 5,678명)                            |                            |                    |
| 2014년                  | 3월 1일                           | 초등학교 14학급 편성, 특수1학급, 병설 유치원 3학급 편성 |                            |                    |
| 2014년                  | 7월 24일                          | 조문기 선생 동상 제막                                   |                            |                    |
| 2014년                  | 8월 20일                          | 교실 및 복도 내부도장 공사                              |                            |                    |
| 2014년                  | 8월 20일                          | 운동장 보차도 분리시설 개선공사                         |                            |                    |
| 2014년                  | 12월 2일                          | 교실 이중 창호공사                                      |                            |                    |
| 2015년                  | 3월 1일                           | 제25대 조정래 교장 취임                                 |                            |                    |
| 2015년                  | 7월 1일                           | 체육관 연결통로 차양막 설치                             |                            |                    |
| 2016년                  | 2월 12일                          | 제80회 63명 졸업(총 5784명)                             |                            |                    |
| 2016년                  | 3월 1일                           | 13학급 편성                                             |                            |                    |
| 2017년                  | 2월 10일                          | 제81회 35명 졸업(총 5819명)                             |                            |                    |
| 2017년                  | 3월 1일                           | 12학급, 특수 1학급, 유치원 3학급 편성                   |                            |                    |